# Żyły żebrowo-pachowe
Żyły żebrowo-pachowe (łac. venae costoaxillares) – w anatomii człowieka żyły skórne przedniej ściany tułowia, które w tkance podskórnej wytwarzają sieć naczyń wspólnie ze splotem żylnym otoczki brodawki sutkowej i żyłami piersiowo-nabrzusznymi.
Żyły żebrowo-pachowe biegną w górnych sześciu lub siedmiu przestrzeniach międzyżebrowych, gdzie tworzą zespolenia z żyłami międzyżebrowymi tylnymi, następnie po przebiciu przestrzeni międzyżebrowych wpadają do żyły piersiowo-nabrzusznej lub innych dopływów żyły pachowej.